# Baarn
Baarn (anhörenⓘ) ist eine Gemeinde in der niederländischen Provinz Utrecht.
Zur Gemeinde gehören auch Eembrugge, Lage Vuursche und ein Teil von Soestdijk.

## Lage und Wirtschaft
Baarn liegt 30 Kilometer südöstlich von Amsterdam an den Autobahnen und Eisenbahnstrecken nach Amersfoort zwischen dem Waldgebiet Het Gooi/Utrechtse Heuvelrug und den Poldern des Flusses Eem. Wie im benachbarten Soest leben dort viele Pendler aus Amsterdam, Hilversum und Utrecht. In Baarn sind mehrere Verlage ansässig. Wirtschaftlich bedeutender sind der Tourismus und die Landwirtschaft.

## Geschichte
Baarn entstand im 12. Jahrhundert als Siedlung entlang einem Handelsweg nach Amsterdam. Es erhielt um 1350 vom Utrechter Bischof das Stadtrecht, wuchs aber nie zu einer eigentlichen Stadt aus, zumal ihm das Recht auf eine Stadtbefestigung nicht verliehen wurde. 
Im Goldenen Zeitalter (1600–1670) ließen, wie in ’s -Graveland, viele reiche Amsterdamer einen Landsitz oder ein Lustschloss in dem bisherigen Bauerndorf errichten. Nach 1870 wurde es ein Villendorf für reiche Pendler und Pensionierte aus Amsterdam. Nach 1950 konnten sich auch weniger Wohlhabende eine Wohnung in Baarn leisten, da entstehende Neubauviertel auch sozialen Wohnungsbau enthielten.

## Politik
Die Lokalpartei VoorBaarn konnte am 16. März 2022 erstmals eine Kommunalwahl in Baarn für sich entscheiden und holte mit rund einem Viertel aller Stimmen den Sieg.

### Gemeinderat
In Baarn formiert sich der Gemeinderat seit 1982 wie folgt:
| Partei                        | Sitze a | Sitze a | Sitze a | Sitze a | Sitze a | Sitze a | Sitze a | Sitze a | Sitze a | Sitze a | Sitze a |
| Partei                        | 1982    | 1986    | 1990    | 1994    | 1998    | 2002    | 2006    | 2010    | 2014    | 2018    | 2022    |
| ----------------------------- | ------- | ------- | ------- | ------- | ------- | ------- | ------- | ------- | ------- | ------- | ------- |
| VoorBaarn                     | –       | –       | –       | –       | –       | –       | –       | –       | –       | 3       | 5       |
| VVD                           | 6       | 6       | 5       | 6       | 7       | 3       | 5       | 5       | 4       | 5       | 3       |
| GroenLinks                    | –       | –       | 1       | 1       | 1       | 1       | 1       | 1       | 2       | 2       | 3       |
| D66                           | 1       | 1       | 3       | 3       | 2       | 1       | 0       | 2       | 3       | 3       | 2       |
| PvdA                          | 4       | 5       | 3       | 4       | 4       | 3       | 5       | 3       | 2       | 1       | 2       |
| CDA                           | 6       | 6       | 6       | 4       | 4       | 3       | 4       | 3       | 2       | 2       | 2       |
| 50PLUS                        | –       | –       | –       | –       | –       | –       | –       | –       | –       | –       | 1       |
| ChristenUnie                  | –       | –       | –       | –       | –       | 1       | 1       | 1       | 1       | 1       | 1       |
| SGP                           | 1       | 0       | 1       | 1       | 1       | 1       | –       | –       | 1       | 1       | –       |
| RPF                           | 1       | 0       | 1       | 1       | 1       | –       | –       | –       | –       | –       | –       |
| GPV                           | 1       | 0       | 1       | 1       | 1       | –       | –       | –       | –       | –       | –       |
| Baarnse Onafhankelijke Partij | –       | –       | –       | –       | –       | 0       | 1       | 3       | 4       | 2       | –       |
| Lijst Tinus Snyders           | –       | –       | –       | –       | –       | –       | 1       | 1       | 1       | 0       | –       |
| Hart voor Baarn               | –       | –       | –       | –       | –       | 7       | 1       | –       | –       | –       | –       |
| PSP                           | 1       | 1       | –       | –       | –       | –       | –       | –       | –       | –       | –       |
| PPR                           | 1       | 1       | –       | –       | –       | –       | –       | –       | –       | –       | –       |
| Gesamt                        | 19      | 19      | 19      | 19      | 19      | 19      | 19      | 19      | 19      | 19      | 19      |

Anmerkungen

### Städtepartnerschaften
- Klášterec nad Ohří, Tschechien

## Das Königshaus in Palais Soestdijk und Drakensteyn
Auf dem Grundgebiet Baarns, in Soestdijk, an der Grenze zur Gemeinde Soest, steht das Palais Soestdijk. Im Jahre 1638 wurden die Gründe des heutigen Palais am sogenannten Zoestdijk von Cornelis de Graeff gekauft. Er ließ sich dort sein Landhaus mit einem dazugehörigen Park anlegen. In weiterer Folge kam Soestdijk an das Haus Oranien. Die niederländische Königin Juliana benutzte es in den Jahren von 1937 bis 2004 gemeinsam mit ihrem Ehemann Bernhard zur Lippe-Biesterfeld als Residenz. Juliana starb dort am 20. März 2004.
Das Schloss wurde 1674 auf Befehl des „Statthalter-Königs“ Wilhelm III. erbaut, 1816 mit den beiden Seitenflügeln ausgeweitet und weiß getüncht. Seit 1971 ist es im Besitz der Regierung. Bis zur Klärung seiner weiteren Bestimmung war es von Anfang 2007 an drei Jahre der Öffentlichkeit zugänglich. 

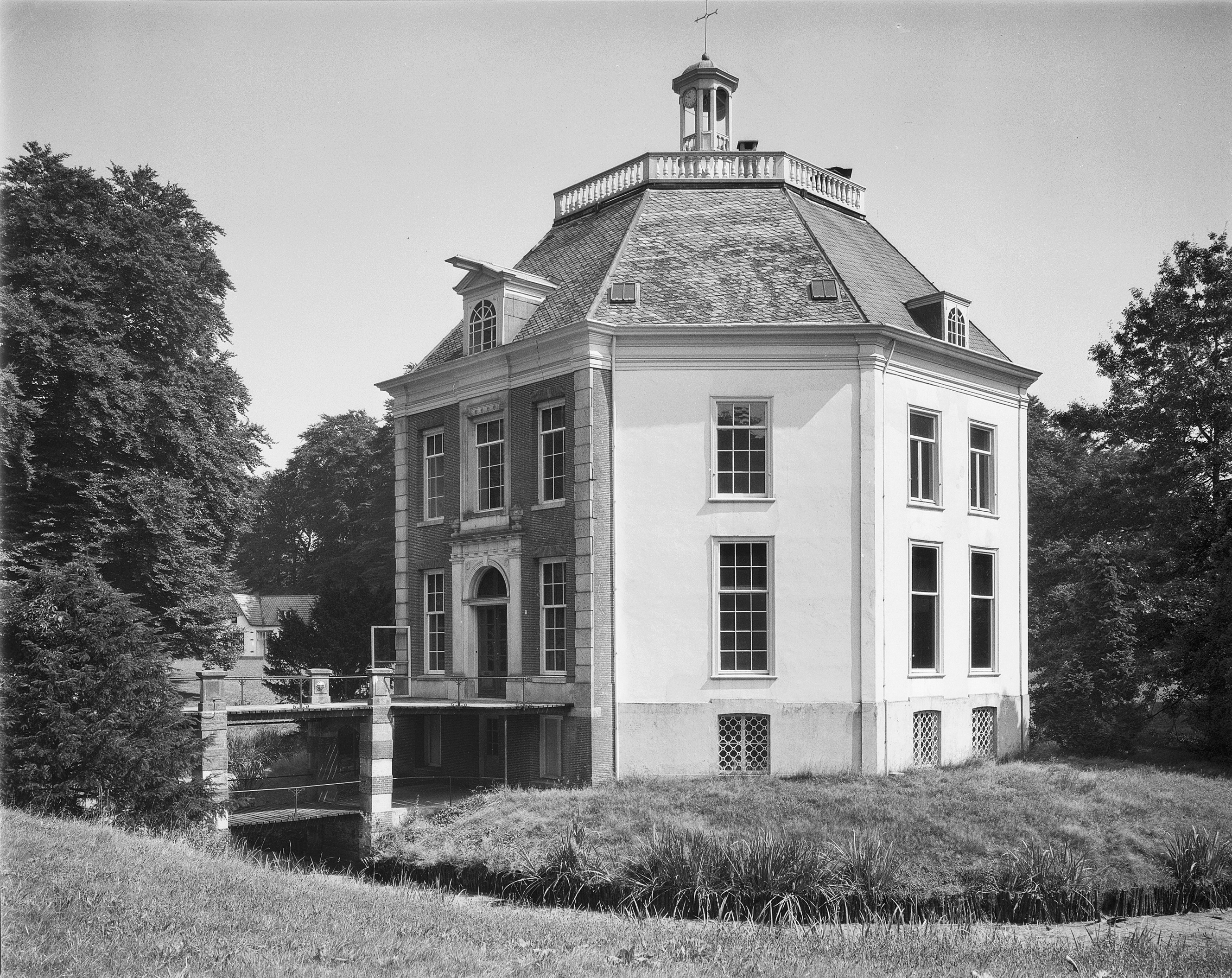
Schloss Drakensteyn

In Lage Vuursche steht das Schloss Drakensteyn (), in dem die Tochter von Königin Juliana, die Kronprinzessin und nachmalige Königin Beatrix, von 1963 bis 1981 lebte. Nach der Abdankung Julianas und Beatrix’ Amtseinführung 1980 zog Beatrix mit ihrem Mann und ihren Kindern nach Den Haag. Drakensteyn befindet sich noch immer in Privatbesitz, und Prinzessin Beatrix nutzt es nach ihrer Abdankung am 30. April 2013 seit 2014 wieder als private Residenz.
Bereits im Jahre 1359 wurde hier ein Gehöft namens Drakensteyn erwähnt. Das jetzige Gebäude wurde zwischen 1640 und 1643 für Gerard van Reede gebaut. Es weist einen achteckigen Grundriss auf, ist von einem Graben umgeben und nur über eine Brücke zu erreichen. Es wechselte mehrfach den Besitzer sowie sein Aussehen und zeigt sich heute im klassizistischen Stil.

## Sehenswürdigkeiten
Die oben erwähnten königlichen Domänen sind seit 2007 beschränkt zur Besichtigung geöffnet.
Das Schloss Groeneveld, westlich von Baarn, ist ein Zentrum zur Information über Natur und Landschaft (Wechselausstellungen; mittags zu besichtigen) inmitten eines Waldes. Zum Schloss gehört ein 130 ha großer Park, der im niederländischen Barockstil erbaut wurde und sich durch strenge geometrische Formen und beeindruckende Zufahrten auszeichnet.
Die Wälder eignen sich zum Spazieren, Reiten oder Radeln.

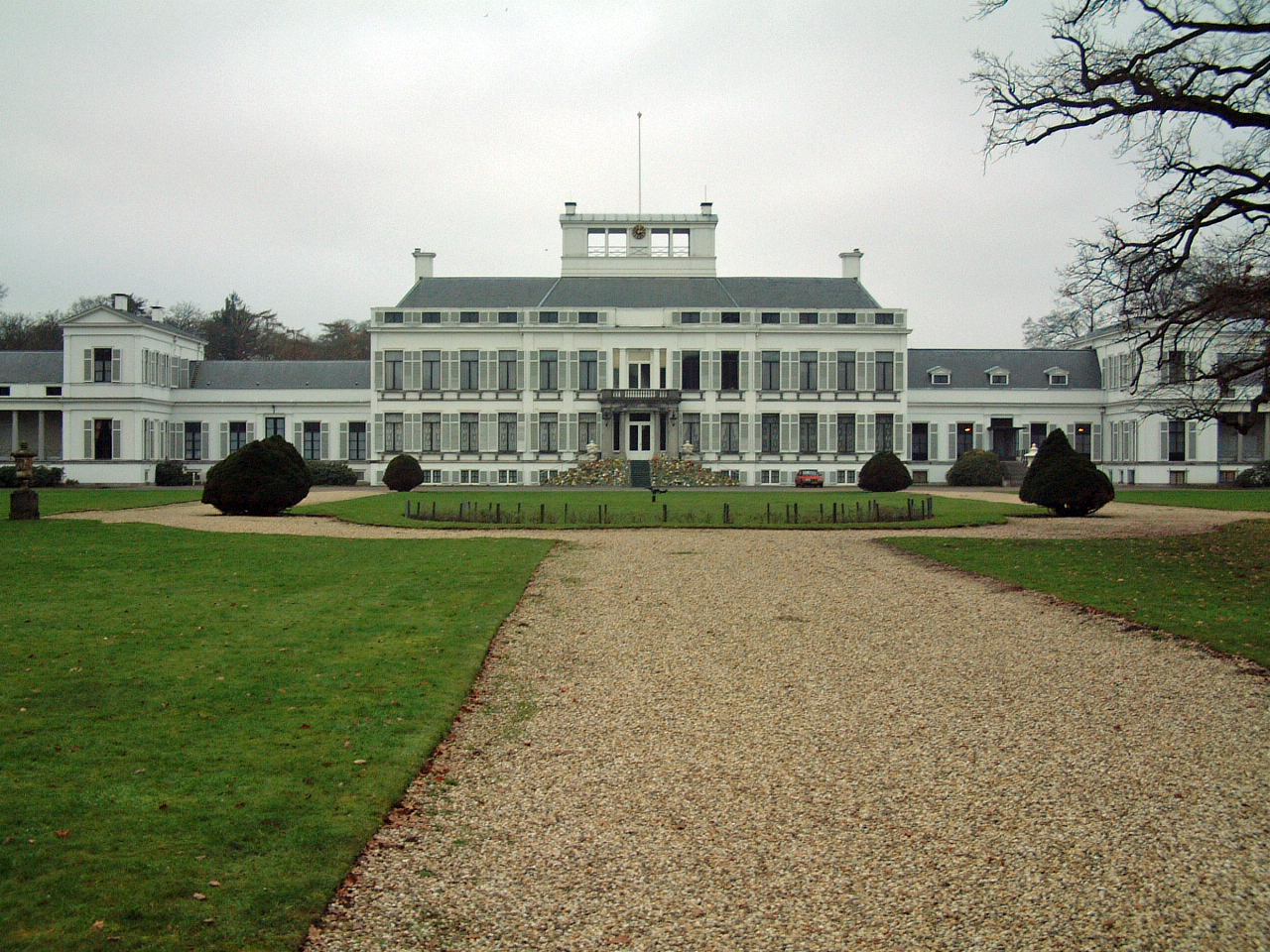
Soestdijk bei Baarn: Landsitz, Jagdschloss und Residenz
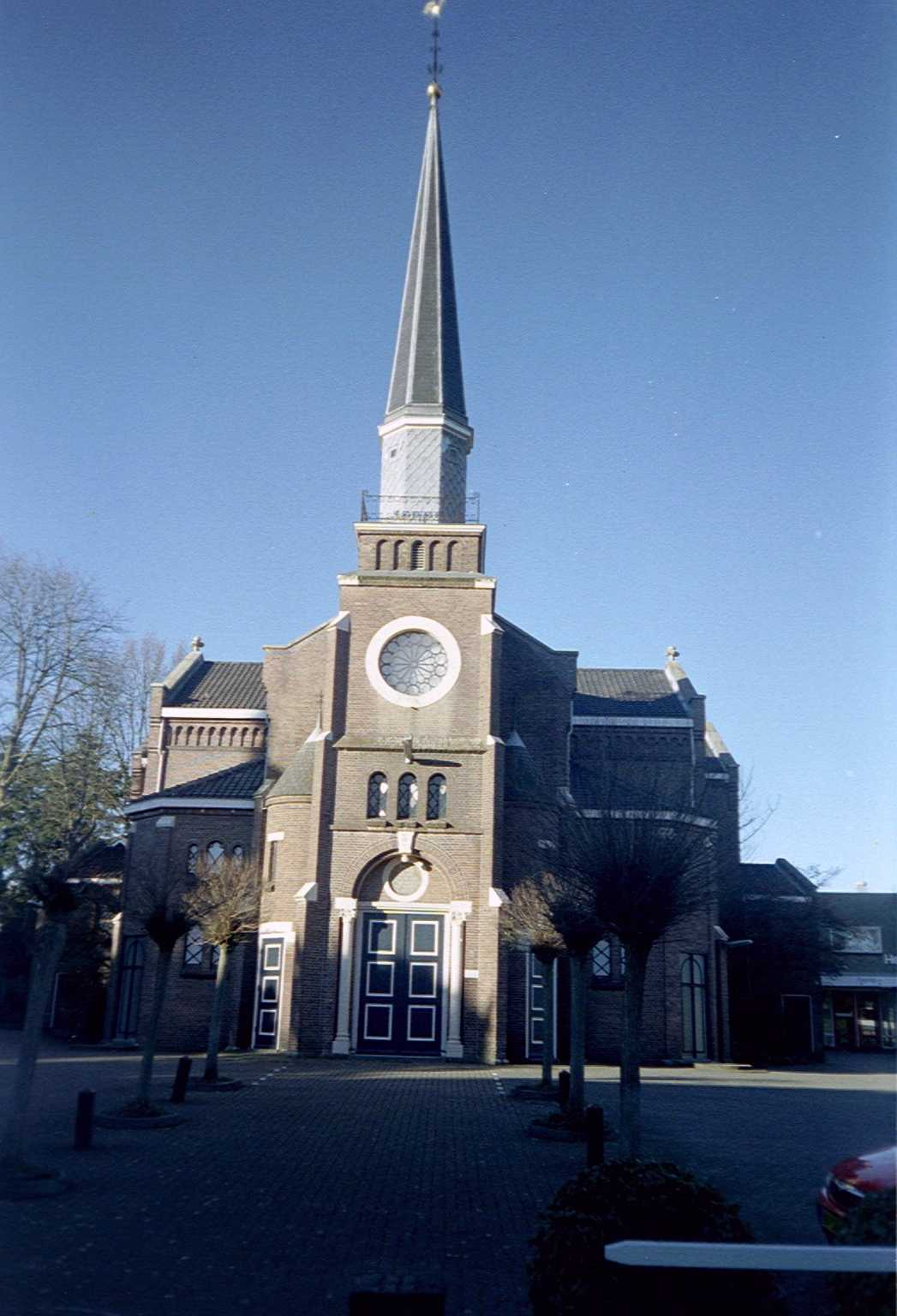
Baarn, Paaskerk, die Kirche heißt nach dem Paasfeest, Pasen = Ostern
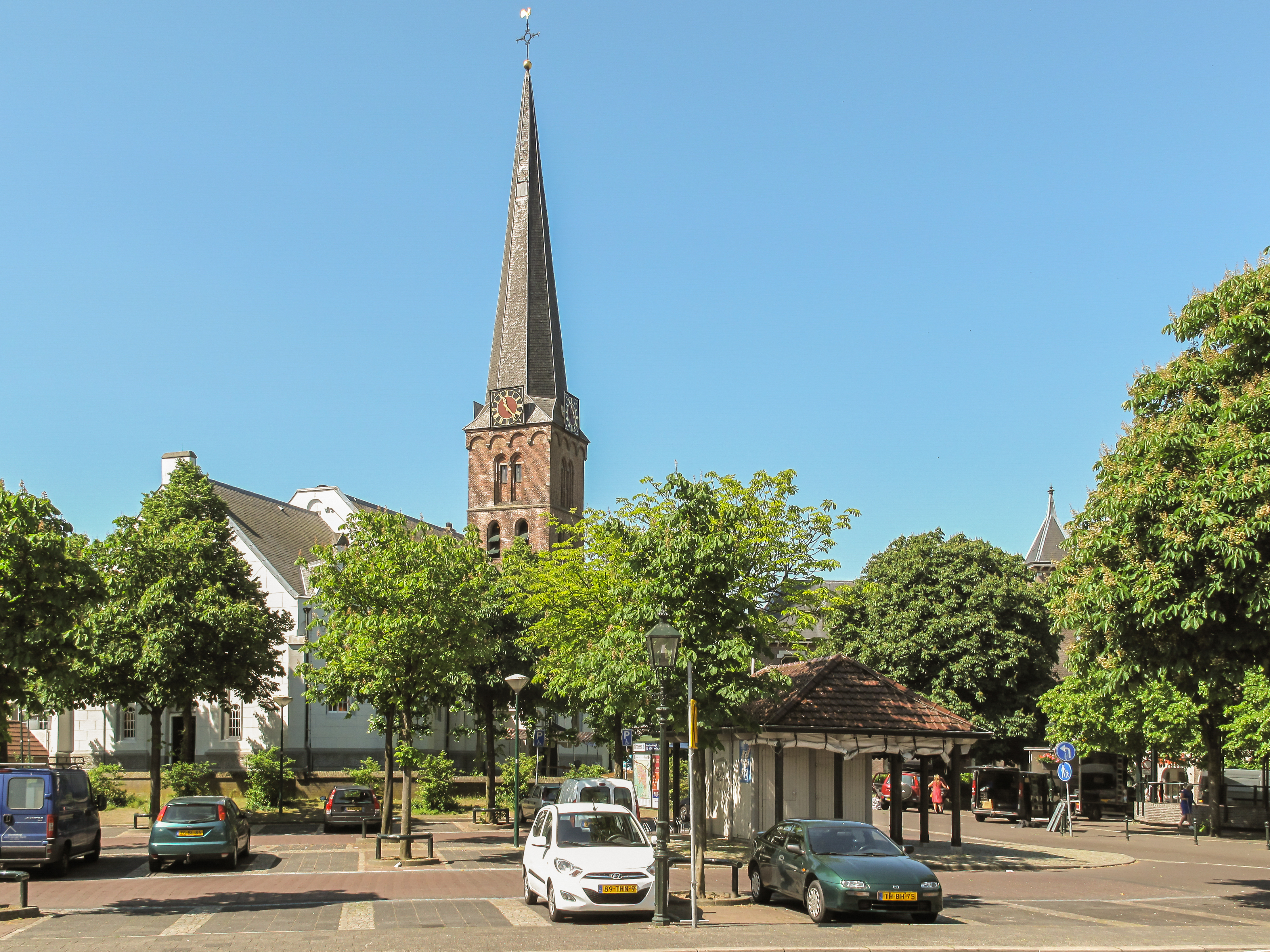
Baarn, Kirche: de Pauluskerk
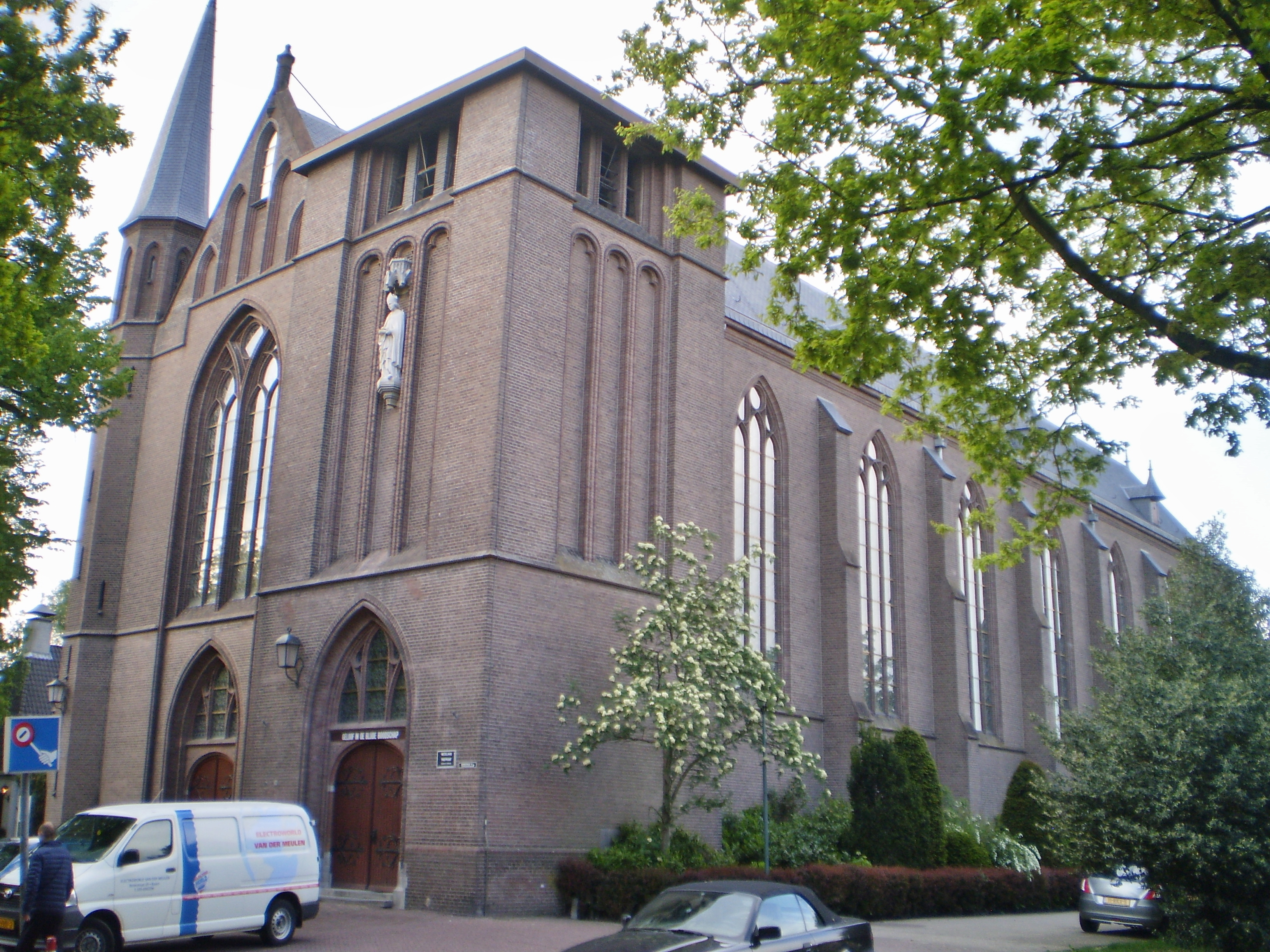
Nicolaaskerk, Kirche St. Nikolaus
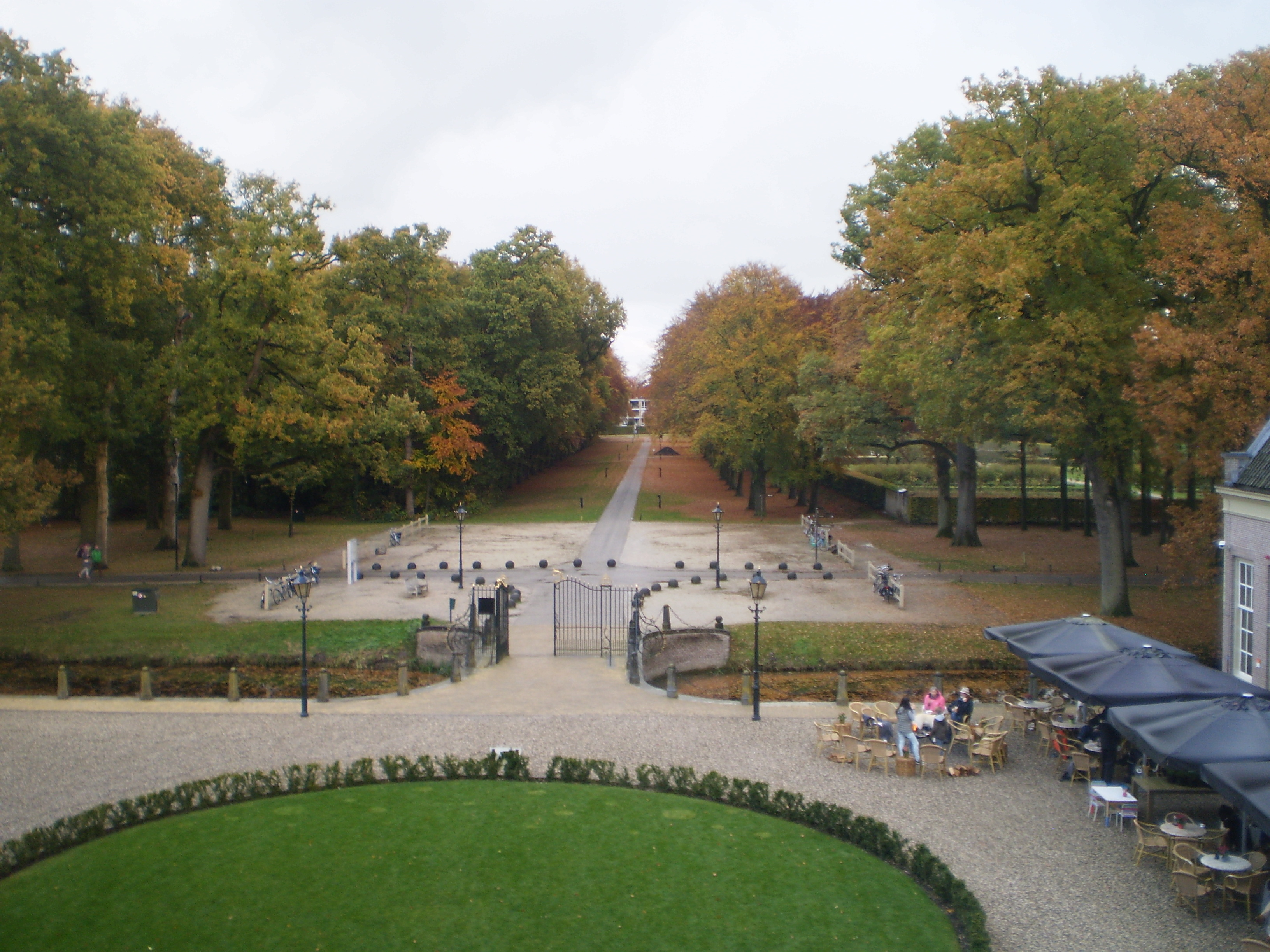
Feld beim Schloss Groeneveld
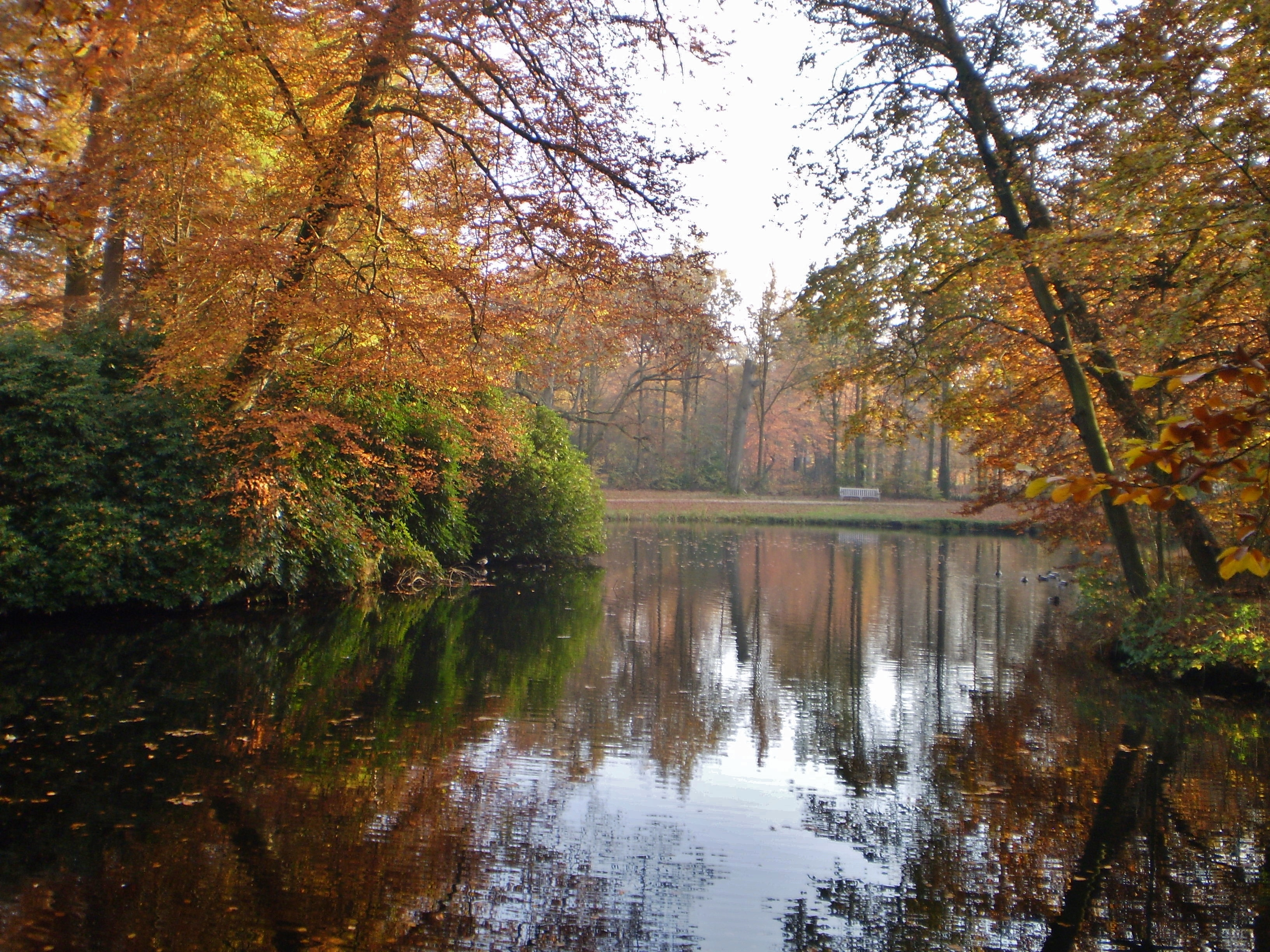
Bach beim Schloss Groeneveld

## Söhne und Töchter der Stadt
- Henriëtte Laman Trip-de Beaufort (1890–1982), niederländische Schriftstellerin
- Taco Hajo van den Honert (1899–1959), Botaniker
- Fanny Blankers-Koen (1918–2004), niederländische Leichtathletin und mehrfache Olympiasiegerin
- Mirjam Hart-Nijburg (1920–2015), Malerin, Textilkünstlerin
- Beatrix (Niederlande) (* 1938), Prinzessin der Niederlande, ehem. Königin der Niederlande (1980–2013)
- Abraham P. Bos (* 1943), Philosophiehistoriker und Patristiker
- Christina von Oranien-Nassau (1947–2019), Prinzessin der Niederlande
- Jos Schipper (* 1951), Radrennfahrer
- John Propitius (* 1953), Organist, Komponist und Chorleiter
- Jaap Sinninghe Damsté (* 1959), Geochemiker, Paläoklimatologe und Mikrobiologe
- Sabine van Baaren (* 1960), Musikerin, Sängerin, Komponistin
- Martin Majoor (* 1960), Schriftentwerfer und Typograph
- André Hoekstra (* 1962), Fußballtrainer und -spieler
- Yorick van Wageningen (* 1964), Schauspieler
- Jeroen Noomen (* 1966), Schachspieler
- Marlayne (* 1971), Popsängerin und Moderatorin
- Diederik van Weel (* 1973), Hockeyspieler
- Helmi Mihçi (* 1978), niederländischer Fußballspieler türkischer Herkunft
- Dustley Mulder (* 1985), Fußballspieler
- Ilse van der Meijden (* 1988), Wasserballspielerin
- Nomi Stomphorst (* 1992), Wasserballspielerin
- Ruby Huisman (* 1998), Radrennfahrerin
- Marleen Jochems (* 2000), Hockeyspielerin